# Бродвотер (округ, Монтана)
Шаблон:StateAbbr_ 46°20′ пн. ш. 111°30′ зх. д. / 46.33° пн. ш. 111.5° зх. д.
Округ Бродвотер (англ. Broadwater County) — округ (графство) у штаті Монтана, США. Ідентифікатор округу 30007.

## Історія
Округ утворений 1897 року.

## Демографія
За даними перепису
2000 року
загальне населення округу становило 4385 осіб, усе сільське.
Серед мешканців округу чоловіків було 2236, а жінок — 2149. В окрузі було 1752 домогосподарства, 1270 родин, які мешкали в 2002 будинках.
Середній розмір родини становив 2,91.
Віковий розподіл населення поданий у таблиці:
| Стать    | До 15 років | 15-21 | 22-29 | 30-39 | 40-49 | 50-65 | 65-85 | Понад 85 |
| -------- | ----------- | ----- | ----- | ----- | ----- | ----- | ----- | -------- |
| Чоловіки | 446         | 202   | 146   | 252   | 401   | 442   | 316   | 31       |
| Жінки    | 439         | 157   | 133   | 297   | 345   | 406   | 315   | 57       |

## Суміжні округи
- Мар — схід
- Галлатін — південь
- Джефферсон — захід
- Льюїс-енд-Кларк — північний захід

## Виноски
1. ↑  US Decennial Census. US Census Bureau. Архів оригіналу за 26 квітня 2015. Процитовано 27 листопада 2014.
2. ↑  Historical Census Browser. University of Virginia Library. Архів оригіналу за 30 травня 2019. Процитовано 27 листопада 2014.
3. ↑  Population of Counties by Decennial Census: 1900 to 1990. US Census Bureau. Архів оригіналу за 22 вересня 2018. Процитовано 27 листопада 2014.
4. ↑  Census 2000 PHC-T-4. Ranking Tables for Counties: 1990 and 2000 (PDF). US Census Bureau. Архів оригіналу (PDF) за 18 грудня 2014. Процитовано 27 листопада 2014.
5. ↑  State & County QuickFacts. US Census Bureau. Архів оригіналу за 7 липня 2011. Процитовано 14 вересня 2013. [Архівовано 2011-06-06 у Wayback Machine.](англ.) Наведено за англійською вікіпедією.
6. ↑  American FactFinder. Бюро перепису населення США. Архів оригіналу за 26 лютого 2012. Процитовано 31 січня 2008. [Архівовано 2008-05-21 у Wayback Machine.]

| США | Це незавершена стаття з географії США. Ви можете допомогти проєкту, виправивши або дописавши її. |